# Stardoll
Stardoll är ett onlinespel där spelarna skapar och klär sina egna karaktärer som sedan kan röra sig och interagera med andra spelare i en virtuell miljö. Spelet lanserades 2006 och utvecklas av tidigare Stardoll AB, numera Glorious Games Group AB. Som mest har Stardoll haft 22 miljoner användare i månaden.
Spelet riktar sig mot tjejer i åldrarna 9-17 och bygger på en freemiummodell. Att registrera en ny användare är gratis, men det krävs ett betalt medlemskap (Superstar) för att låsa upp all funktionalitet och spelarna kan dessutom köpa till virtuella kläder till sina karaktärer för riktiga pengar.

## Historia
Stardoll är en vidareutveckling av hemsidan paperdollheaven.com som skapades av finländska Liisa Wrang och hennes son Lasse Wrang. Inspirationen kom från klippdockor som Liisa Wrang lekte med som barn. Efter att ha blivit sjukskriven för depression som städerska i Åbo började hon 1997 rita dockor på sin dator och ladda upp dem på sin hemsida som hobby. Efter några år hade sidan 8 000 unika besökare per dag och hon bestämde sig då för att starta ett företag tillsammans med sonen.
Efter att ha blivit uppköpta av Stardoll AB döptes även spelet om till Stardoll och vidareutvecklades av det nya företaget. I början fanns Stardoll endast som ett webbläsarspel, men kring 2011 började man lansera man en versioner av Stardoll för Facebook, iOS och Android. Samma år utannonserades ett samarbete med leksaksföretaget Mattel för att ge ut fysiska barbiedockor baserade på Stardoll.
Som mest hade Stardoll 22 miljoner aktiva användare per månad. Kring 2010 började dock spelarantalet sjunka i vissa marknader och framåt 2012 började spelartappet bli globalt. Som anledning uppgav utvecklarna att de underskattat hur snabbt målgruppen skulle överge webbläsarspel till förmån för mobilspel och svårigheter med att porta spelet från Adobe Flash till mobiler.

## Glorious Games Group AB
Spelet utvecklas av svenska Glorious Games Group AB (tidigare Stardoll AB). Bolaget bildades av Mattias Miksche, sedermera VD, och Index Ventures som tillsammans köpte upp finska Paperdoll Heaven.
Stardoll blev snabbt en internationell succé, bland annat, enligt företaget, eftersom företaget hade fokuserat på målgruppen unga tjejer som ofta var förbisedd av övriga spelindustrin. 2012 började dock omsättningen minska och 2016 köpte Miksche ut de övriga investerarna och lämnade över VD-rollen till Thomas Lindgren. I samband med det annonserades det att man skulle bredda utbudet och företagsnamnet ändrades till Glorious Games Group för att reflektera att man inte längre enbart fokuserade på Stardoll.

### Dispens från mervärdesskatteregler
2010 bedrev Glorious Games Group en medialt uppmärksammad kampanj mot Skatteverket angående mervärdesskatteregler vid försäljning via SMS. Skatteverket menade att företaget var skyldigt att betala mervärdesskatt, även om det redan betalat mervärdesskatt i länder där mervärdesskatten tas ut direkt från telekomoperatörerna. Glorious Games Groups överklagan tilldelades dispens av regeringen till dess att EU:s mervärdesskatteregler blivit harmoniserade.

### Kritik mot marknadsföring mot barn
2012 tog Konsumentombudsmannen Glorious Games Groups till Marknadsdomstolen som förbjöd företaget att bedriva direktreklam och att använda fraser så som "köp nu innan det är försent" mot Stardolls användare under 16 år.